# Fabio Cannavaro
Fabio Mamerto Cannavaro (Napulj, 13. rujna 1973.) talijanski je nogometni trener i bivši nogometaš. Trenutačno je bez kluba. Igrao je na poziciji centralnog braniča. Kao kapetan talijanske nogometne reprezentacije osvojio je Svjetsko prvenstvo u nogometu 2006.

## Rođenje i prvi nogometni koraci
Fabio Cannavaro rođen je u Napulju 13. rujna 1973. godine, kao drugo od troje djece svojih roditelja (ima sestru Renatu i brata, također nogometaša, Paola). Nogomet je počeo igrati s osam godina, a s jedanaest se pridružio omladinskoj školi Napolija. 
Dana 7. ožujka 1993. Cannavaro je debitirao za prvu momčad Napolija u utakmici protiv Juventusa. Cannavaro je sa samo 20 godina pokazivao velike kvalitete, a posebno se isticao eksplozivnošću, koja ga je učinila jednim od najbržih obrambenih nogometaša Serie A.

## Parma
Igranje u rodnom Napulju završilo je u ljeto 1995. godine, kada je preselio u Parmu, gdje je s Gianluigijem Buffonom i Lilianom Thuramom bio dio obrane kojoj su se divili svi ljubitelji nogometa u Europi. Ta je momčad, prvenstveno zahvaljujući njima, osvojila talijanski kup, Kup UEFA, talijanski Superkup i došla na korak od osvajanja talijanskog prvenstva.
U sezoni 2001./2002., nakon odlaska Thurama i Buffona u Juventus, Cannavaro je dobio kapetansku vrpcu u Parmi. Postao je pravi lider momčadi. Na kraju te sezone je došlo do osvajanja kupa pobjedom u finalnoj utakmici protiv Juventusa. Bio je to treći kup Parme u povijesti kluba, a drugi s Cannavarom u momčadi, iako je finalnu utakmicu propustio zbog crvenog kartona dobivenog u polufinalu protiv Brescije.

## Inter
Nakon sedam godina provedenih u Parmi, u ljeto 2002. godine novi kapetan talijanske reprezentacije odlučio se za prelazak u redove milanskog Intera. Vrijednost transfera je iznosila velikih 32 milijuna eura. Cannavaro je, uz Christiana Vierija, postao jedan od ključnih igrača. 
Nakon Europskog prvenstva u Portugalu. 2004. godine, pri kraju prijelaznog roka, Cannavaro je dres Intera zamijenio onim torinskog Juventusa.

## Juventus
Fabio se u Juventusu ponovo susreo sa suigračima iz Parme, Buffonom i Thuramom. Postao je ključni igrač obrane Bianconera. Juventus je stigao do dva naslova prvaka Italije, a sezonu 2004./2005. završio je neporažen.
Cannavaro je odigrao 38 utakmica i postigao dva gola. U sezoni 2005./2006. pred Juventusom je stajao zadatak obraniti naslov, što su na kraju i uspjeli, s Cannavarom i dalje u jednoj od glavnih uloga.
Na terenu, Juventus je osvojio naslov, ali u ljeto 2006. godine poznati Calciopoli skandal žestoko je potresao temelje talijanskog nogometa i Juventusa, koji je prisiljen krenuti u novu sezonu iz Serie B, s novim klupskim vodstvom i bez najvećeg dijela prvotimaca iz protekle sezone. Iako je i njega cijeli događaj pogodio, Cannavaro se uspio distancirati od tih događaja i odvesti svoju momčad do naslova svjetskog prvaka u Njemačkoj.
Fabio Cannavaro je nakon Svjetskog prvenstva u Njemačkoj, na ljeto 2006., preselio u redove madridskog Reala.

## Real Madrid
S reputacijom svjetskog prvaka Cannavaro je 25. srpnja 2006., s trenerom Juventusa Fabijem Capellom i suigračem Emersonom, potpisao za madridski Real. Ukupan iznos transfera za svu trojicu procijenjen je na oko 20 milijuna eura. Cannavaro je potpisao ugovor na tri godine i dobio dres s brojem 5.
Početne predstave u Realu nisu bile na razini onih sa Svjetskog prvenstva, pa je Cannavaro trpio oštre kritike zahtjevne španjolske javnosti. Loša forma poklopila se s izborom za najboljeg europskog nogometaša i FIFA-inog nogometaša godine, što je izazvalo daljnje kontroverze. Na proljeće je ipak krenulo bolje za Cannavara i kraljeve: velikom serijom u završnici prvenstva Real je pretekao Barcelonu i osvojio prvi naslov prvaka Španjolske nakon četiri godine.

## Reprezentacija
S U-21 reprezentacijom pod vodstvom Cesarea Maldinija Cannavaro je dva puta osvajao naslov europskog prvaka (1994. i 1996.), a debi za najjaču nacionalnu momčad stigao je 22. siječnja 1997. godine. Uslijedili su nastupi na Europskom prvenstvu 2000. godine (gdje je Italija osvojila drugo mjesto), te na Svjetskim prvenstvima 1998. i 2002. godine, a nakon potonjeg je postao kapetan reprezentacije, umjesto Paola Maldinija, koji je napustio izabranu vrstu. Njegovo razdoblje u ulozi kapetana započelo je kvalifikacijom na Europsko prvenstvo 2004. godine u Portugalu. Međutim, natjecanje je bilo razočaravajuće za Cannavara i Italiju, koja nije uspjela proći u drugi krug.

### Svjetsko prvenstvo – Njemačka 2006.
Cannavaro je predvodio talijansku reprezentaciju na Svjetskom prvenstvu u Njemačkoj. Jednu od ključnih predstava odigrao je protiv domaćina u polufinalu, a vrhunac nogometne karijere i san svakog nogometaša Cannavaro je doživio 9. srpnja 2006. Italija je pobjedom nad Francuskom osvojila Svjetsko prvenstvo, a Cannavaro je svoj stoti nastup za reprezentaciju proslavio podigavši FIFA-in trofej, kao kapetan novih svjetskih prvaka. To je Talijanima bio četvrti naslov.
Cannavaro je na prvenstvu, jedini uz vratara Buffona, odigrao svih 690 minuta (sedam utakmica i po dva produžetka). Nije dobio ni jedan žuti ni crveni karton, što je rijetkost za obrambenog igrača. Italija je prvenstvo osvojila prvenstveno zahvaljujući čvrstoj obrani, primivši samo dva gola: autogol protiv SAD-a i jedanaesterac u finalu.
Cannavaro je očekivano izabran u  All-Star momčad prvenstva, zajedno s kolegama iz reprezentacije Buffonom, Gattusom, Pirlom, Tonijem, Tottijem i Zambrottom. Zlatnu loptu, nagradu za najboljeg igrača prvenstva, osvojio je francuski kapetan Zinedine Zidane, ispred Cannavara; odluka je osporavana od medija i stručnjaka nakon Zidaneovog sramotnog udaranja Materazzija u finalu.
Cannavaro je bio kapetan reprezentacije i u kvalifikacijama za Europsko nogometno prvenstvo 2008., koje je Italija uspješno završila gostujućom pobjedom nad Škotskom u posljednjoj utakmici.

## Najbolji igrač na svijetu
Zahvaljujući ponajviše dobrim nastupima na Svjetskom prvenstvu u Njemačkoj, Cannavaro je do kraja 2006. godine proglašen najboljim nogometašem u dva najcjenjenija svjetska izbora – dobio je Zlatnu loptu France Footballa za najboljeg nogometaša u Europi, nagradu koju dodjeljuju eminentni europski sportski novinari, te FIFA-inu nagradu za najboljeg nogometaša na svijetu, u glasovanju u kojem sudjeluju svi svjetski nogometni izbornici i kapetani. Cannavaro je prvi obrambeni igrač uopće koji je osvojio FIFA-inu nagradu, te prvi obrambeni igrač nakon Franza Beckenbauera koji je osvojio nagradu France Footballa.

## Nagrade

### Klupski trofeji
- 1999. Talijanski nogometni kup, Talijanski nogometni superkup, Kup UEFA (Parma)
- 2002. Talijanski nogometni kup (Parma)
- 2004./2005. Serie A (Juventus) – naslov oduzet zbog "calciopolija"
- 2005./2006. Serie A (Juventus) – naslov oduzet zbog "calciopolija"
- 2006./2007.La Liga (Real Madrid)

### Međunarodni trofeji
- 1994. Europsko nogometno prvenstvo U-21
- 1996. Europsko nogometno prvenstvo U-21
- 2000. Europsko prvenstvo u nogometu – Belgija i Nizozemska 2000. doprvak
- 2006. Svjetsko prvenstvo u nogometu – Njemačka 2006.

### Osobne nagrade
- 2000. Obrambeni igrač godine u Serie A – drugoplasirani
- 2000. All-Star momčad Europskog prvenstva
- 2001. Obrambeni igrač godine u Serie A – drugoplasirani
- 2005. Obrambeni igrač godine u Serie A – drugoplasirani, idealnih svjetskih 11 u izboru Udruge nogometnih profesionalaca (FIFPro)
- 2006. World Soccer igrač godine, obrambeni igrač godine u Serie A, nagrada Oscar del Calcio za najboljeg igrača Serie A, izabran u momčad godine po izboru UEFA-e, Zlatna lopta France Footballa za najboljeg europskog nogometaša, All-Star momčad Svjetskog prvenstva u Njemačkoj, Srebrna lopta na Svjetskom prvenstvu u Njemačkoj, FIFA igrač godine.

## Vanjske poveznice
- Cannavarov profil na službenoj stranici Reala
- Cannavarov profil i statistika na stranici FootballDatabase
- Službena stranica
- Cannavarov profil na stranici FIFA Svjetskog prvenstva  Arhivirana inačica izvorne stranice od 23. ožujka 2007. (Wayback Machine)
- FCF | Fondazione Cannavaro Ferrara – fond koji su osnovali Cannavaro i Ciro Ferrara za pomoć djeci Napulja
- Fan stranica iz vremena Parme, s manje poznatim detaljima